# Mark Elder
Mark Philip Elder (nacido el 2 de junio de 1947) es un director de orquesta británico. Es el director musical de la Orquesta Hallé de Mánchester, Inglaterra.

## Vida y formación
Elder nació en Hexham, Northumberland, hijo de un dentista. Toca el fagot en la escuela primaria y en la Bryanston School de Dorset, donde fue uno de los músicos más importantes (fagot y teclados) de su generación. Asiste al Corpus Christi College en Cambridge, donde estudia música y fue becario de la coral. Más tarde se convierte en protegido de Edward Downes y gana experiencia dirigiendo óperas de Verdi en Australia, en laÓpera de Sídney.
Elder y su mujer Mandy tienen una hija llamada Katie.

## Carrera

### La ENO y su asociación con varias orquestas
De 1979 a 1993 Elder fue el director musical de la Ópera Nacional Inglesa (ENO). Fue conocido como parte del grupo "Poder de la Casa" que también incluía al director general Peter Jonas y al director artístico David Pountney y el cual dio ENO muchos años de exitosas producciones. Elder también ha actuado como director invitado principal de la Orquesta Sinfónica de la Ciudad de Birmingham (1992–1995) y director de musical de la Rochester Philharmonic Orchestra (1989–1994). También trabajó como Director Invitado Principal de la Orquesta Sinfónica de la BBC (1982-1985) y los London Mozart Players (1980-1983).

### Los años en la Hallé
Elder fue nombrado director musical de la Orquesta Hallé en 1999. Su primer concierto como director musical fue en octubre del año 2000.
Tras su nombramiento propone varias nuevas ideas para los conciertos. Estas han incluido el abandono del concierto tradicional de media tarde. Elder es generalmente reconocido por haber restaurado a la orquesta de Barbiroli en los estándares musicales correspondientes a su historia, después de un periodo donde la continuidad de la existencia de la orquesta estaba en duda. En 2004 firma un contrato para extender su permanencia de 2005 a 2008, con una extensión de dos años al final de aquel tiempo. Un informe de 2005 indicó que Elder permanecería con la orquesta al menos hasta el 2010.
En mayo de 2009, la orquesta anunció la extensión de su  contrato hasta 2015. En noviembre de 2013 la Hallé anunció la extensión de su  contrato al menos hasta 2020.
También ha sido Presidente del London Philharmonic Choir de 2014 al presente.

### Orquesta del Siglo de las Luces
Elder fue nombrado artista principal de la 
Orquesta del Siglo de las Luces (OAE) en diciembre de 2011. Su primer proyecto con la OAE como artista principal fue para dar una interpretación de la obra de Berlioz Romeo y Julieta, el 18 de febrero de 2012, en el Royal Festival Hall de Londres.

### Estilo
Describiendo su propio estilo de dirección, Elder ha dicho que en contraste con Adrian Boult, quién era muy estático, él es un director bastante físico.

### Registros y escritos
Elder ha grabado para los sellos Hyperion, NMC, Chandos, Ópera Rara y Glyndebourne, así como para la etiqueta propia de la orquesta Hallé. Además Elder también ha escrito sobre música para The Guardian y otros diarios.